# Nemuro (provincie)
Nemuro (根室国, -no kuni) is een voormalige provincie van Japan, gelegen in de huidige prefectuur Hokkaido. Het kwam overeen qua gebied, met de huidige subprefectuur Nemuro. De provincie heeft slechts kort bestaan, van 1869 tot 1885.

## Geschiedenis
- 15 augustus 1869: De provincie Nemuro wordt opgericht met 5 districten
- 1872: Een census schat de bevolking op 832
- Januari 1885: Shikotan wordt opgenomen in de provincie Chishima.

## Districten
- Hanasaki (花咲郡)
- Nemuro (根室郡)
- Notsuke (野付郡)
- Shibetsu (標津郡)
- Menashi (目梨郡)

Aki · Awa (Kanto) · Awa (Shikoku) · Awaji · Bingo · Bitchu · Bizen · Bungo · Buzen · Chikugo · Chikuzen · Chishima · Dewa · Echigo · Echizen · Etchu · Fusa · Harima · Hi · Hida · Hidaka · Higo · Hitachi · Hizen · Hoki · Hyuga · Iburi · Iga · Iki · Inaba · Ise · Ishikari · Iwaki (718) · Iwaki (1868) · Iwami · Iwase · Iwashiro · Iyo · Izu · Izumi · Izumo · Kaga · Kai · Kawachi · Kazusa · Keno · Kibi · Kii · Kitami · Koshi · Kozuke · Kushiro · Mikawa · Mimasaka · Mino · Musashi · Mutsu · Nagato · Nemuro · Noto · Oki · Omi · Oshima · Osumi · Owari · Rikuchu · Rikuzen · Riukiu · Sado · Sagami · Sanuki · Satsuma · Settsu · Shima · Shimōsa · Shimotsuke · Shinano · Shiribeshi · Suo · Suruga · Suwa · Tajima · Tamba · Tane · Tango · Teshio · Tokachi · Tosa · Totomi · Toyo · Tsukushi · Tsushima · Ugo · Uzen · Wakasa · Yamashiro · Yamato · Yoshino